# Pozzo del Palazzo del Seminario (Lecce)
Il pozzo del Palazzo del Seminario, si trova nel portico interno di uno degli edifici leccesi più significativi del barocco locale. Esuberante nelle sue decorazioni, è conosciuto anche come Vera Ovale: i seminaristi, nei momenti di svago, passeggiavano nell'atrio e si appoggiavano alla balaustra per le loro letture.

## Storia e descrizione
La facciata del Palazzo del Seminario Vescovile è ripartita in tre piani e appare raffinata ed essenziale, impreziosita dalle finestre sontuosamente ornate con la morbida e dorata pietra leccese.
 L'edificio fu realizzato tra il 1694 e il 1709 su progetto dell'architetto e scultore Giuseppe Cino, per desiderio del vescovo Antonio Pignatelli.
Al centro del cortile a portico si innalza l'artistico pozzo barocco "a baldacchino", eseguito nel 1709 dal Cino, copiosamente adornato con ramoscelli e foglie di pietra della specie mediterranea dell'acanthus spinosus, raspi d'uva, angioletti e ghirlande. La conformazione del pozzo risulta sollevata di quattro livelli rotondi fastosamente guarniti e termina in sommità con gruppi di dolci e teneri puttini che sostengono l'arco su cui domina una figura femminile.
 Presso il cortile si ammira la cappella privata del Seminario.
Fu sempre il vescovo di Lecce Antonio Pignatelli a volere questo ricco ornamento nel sobrio patio e il sessantacinquenne architetto riuscì degnamente nell'intento di impreziosirlo, secondo il gusto del tempo.

Il pozzo barocco
Il pozzo del Cino